# Comités secrets
Les comités secrets sont un mode de fonctionnement spécifique du Parlement français, sans publicité des débats. Un comité secret correspond à une séance, à huis clos, d’une assemblée, généralement à la demande d’un certain nombre de ses membres.
Ils constituent une entorse au principe de la publicité des séances et visent à empêcher que des informations sensibles soient révélées aux ennemis de la nation. En France, des comités secrets furent organisés dans les deux chambres du Parlement au cours de la guerre de 1870, de la Première Guerre mondiale, et de la Seconde Guerre mondiale. Depuis lors, aucune des deux chambres n'a siégé en comité secret, mais de nos jours, sous la Cinquième République, cette procédure est toujours prévue par la constitution de 1958.
Des comptes rendus de ces séances furent réalisés et publiés après chaque conflit, cette publication devant être autorisée au préalable par un vote de l'assemblée concernée.

## Origine

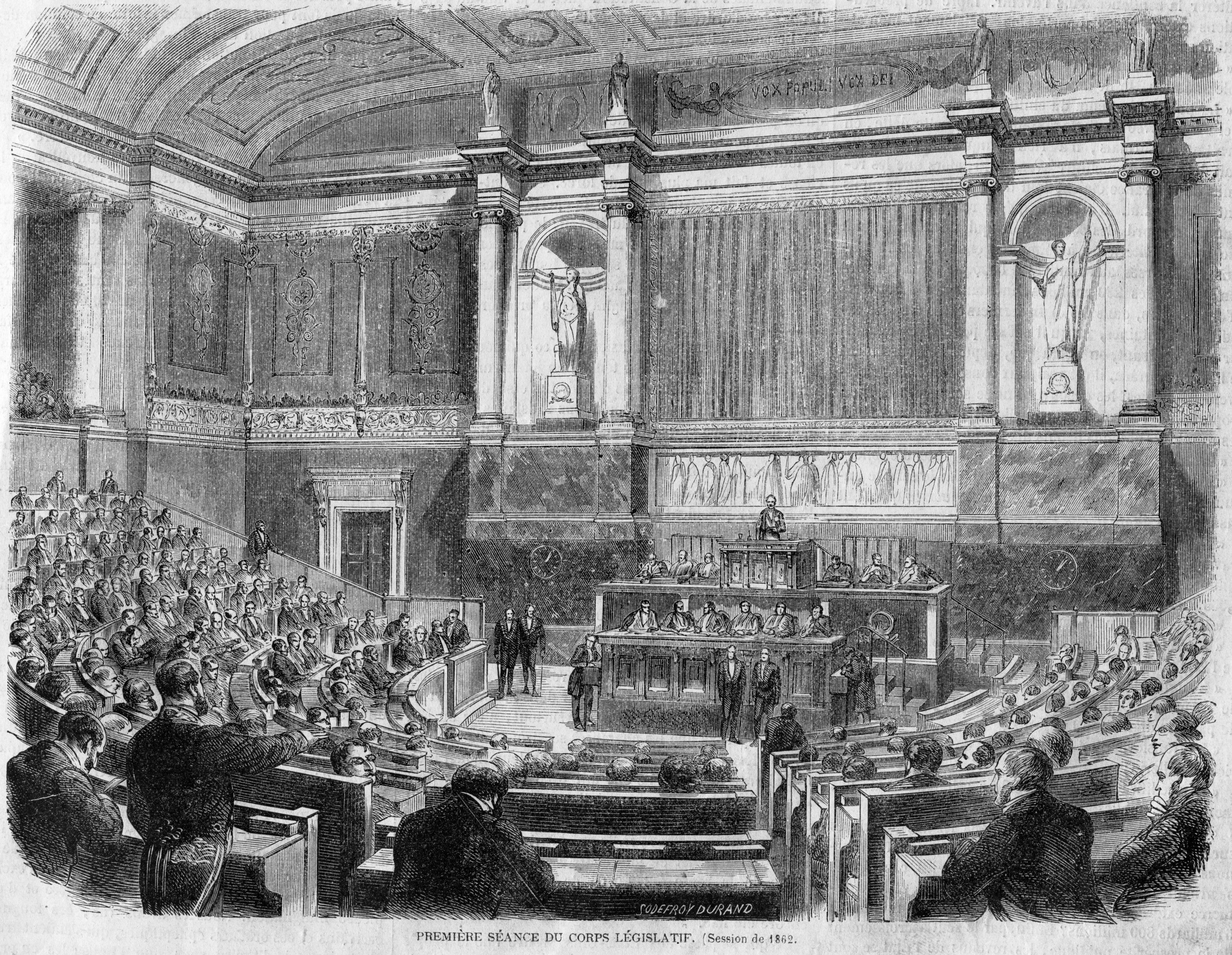
Première séance du Corps législatif, session de 1862 (gravure parue dans L'Illustration).

Dès la Constitution du 14 septembre 1791 est prévue la possibilité de siéger en comité secret (dit comité général) : « Le Corps législatif pourra en toute occasion, se former en comité général. Cinquante membres auront le droit de l'exiger. Pendant la durée du comité général, les assistants se retireront, le fauteuil du Président sera vacant, l'ordre sera maintenu par le Vice-président. ».
Durant la guerre de 1870 et à la veille de la Commune, trois séances du Corps législatif impérial se tiennent sous la forme de comités secrets dans l'hémicycle ; une quatrième, à Versailles, le 22 mars 1871, tenue par l'Assemblée.
Sous la Troisième République, l'article 5 de la loi constitutionnelle du 16 juillet 1875, prévoyant le travail en comité secret, prévoit que : « Chaque chambre peut se former en comité secret sur la demande d'un certain nombre de ses membres, fixé par le règlement. Elle décide ensuite, à la majorité absolue, si la séance doit être reprise en public sur le même sujet. ».
Et, en 1914, l'article 54 du règlement de la Chambre des députés prévoit : « La Chambre peut décider qu'elle se formera en comité secret, conformément à l'art. 5 de la loi constitutionnelle du 16 juillet 1875. Les demandes de comité secret, signées de 20 membres, sont remises au Président. La décision est prise sans débat. ».

## Première Guerre mondiale

### Utilisation
Au fil du conflit se développe une opposition entre le GQG et les parlementaires. Les premiers arguent du nécessaire secret indispensable à la conduite des opérations, les seconds exigent d'être suffisamment informés pour pouvoir exercer le rôle dévolu au pouvoir législatif. Le recours aux comités secrets, prévus par les textes régissant le fonctionnement de la IIIe République mais non utilisés, semble pouvoir apporter une solution.
Huit séances de ce type seront tenues, entre juin 1916 et octobre 1917, au Palais Bourbon. Au Sénat, quatre autres séances seront tenues entre juillet 1916 et octobre 1917. À titre d'exemple, la première séance de la Chambre en tant que comité secret dure sept jours,. Les débats portent sur les rapports entre Parlement et haut commandement militaire, la situation à Verdun et la situation sur le front d'Orient,.
Entre 1919 et 1925, les comptes rendus seront publiés au Journal officiel. Du moins pour la Chambre des Députés. Pour le Sénat, il faudra attendre 1968 pour que tout soit publié.

### Utilité
Comme le souligne Fabienne Bock, il peut sembler illusoire que des sessions parlementaires, devant 900 personnes — Chambre et Sénat réunis — restent vraiment secrètes. Bien que les parlementaires aient pris l'engagement solennel de ne rien révéler des débats, des journalistes seront vite mis au courant.
Il faut aussi apprécier le fait que plusieurs parlementaires furent accusés d'espionnage au profit de l'Allemagne. Citons Turmel, député des Côtes-du-nord, Accambray, député radical-socialiste de l'Aisne. Et aussi que le niveau des secrets qui auraient pu être débattus lors de ces comités paraisse bien limité.

## Seconde guerre mondiale
Pendant la Drôle de guerre, le Sénat se constituera deux fois en comité secret, les 14 et 15 mars 1940 et du 16 au 18 avril 1940. Au Palais Bourbon, on verra des comités secrets être constitués plusieurs fois à partir des 9 et 10 février 1940. Le fonctionnement de ces comités est similaire à ceux du conflit précédent.

## Depuis 1945

### Quatrième république
Sous la Quatrième République, l'article 10 de la constitution de 1946 prévoit que « chacune des deux Chambres peut se constituer en comité secret ». Cependant cette possibilité ne sera jamais mise en œuvre sous la IVe République.

### Cinquième république
Sous la Cinquième République, la constitution de 1958, dans son article 33, alinéa 2, prévoit que « chaque assemblée peut siéger en comité secret à la demande du Premier ministre ou d’un dixième de ses membres ». Cette disposition n'a été invoquée qu'une seule fois, le 19 décembre 1986, mais n'a pas réuni suffisamment de suffrages pour être mise en place,.
L’article 6 de l’ordonnance 58-1100 du 17 novembre 1958 prévoit aussi la possibilité de décider en comité secret de ne pas rendre public le rapport d’une commission d’enquête. Cette disposition n'a jamais été mise en œuvre.